# Enrique Amorim
Enrique Amorim (Salto (Urugvaj), 25. srpnja 1900. - Salto, 28. srpnja 1960.) bio je urugvajski romanopisac, dramatičar i marksist baskijskog-portugalskog podrijetla.
Rođen je u Saltu, gradu na jugozapadu Urugvaja, u siromašnoj stočarskoj obitelji. Otac mu je imao portugalske korijene, a majka je bila doseljena Baskijka. Za života proputovao je cijelu Latinsku Ameriku i Europu, gdje se prvi put susreo s marksizmom koji je prihvatio i na njemu temeljio svoje političko djelovanje. Njegova kuću u rodnom Saltu izgrađena je prema nacrtima poznatog francuskog arhitekta Le Corbusiera.
1920. počeo je pisati za argentinski ljevičarski časopis Los Pensadores koji se izdavao u glavnom gradu Buenos Airesu. Završetkom Drugog svjetskog rata, priključio se Komunističkoj partiji Urugvaja 1947., koja nije uživala potporu javnosti i urugvajskog naroda. Zaslužan je za obnavljanje spomena na španjolskog pjesnika Federica Garcíe Lorce, kojeg su tijekom Španjolskog građanskog rata ubile pristaše Francisca Franca.

## Djela

### Romani
- La carreta (1929.)
- El paisano Aguilar (1934.)
- La edad despareja (1938.)
- El caballo y su sombra (1941.)
- La luna se hizo con agua (1944.)
- El asesino desvelado (1946.)
- Feria de farsantes (1952.)
- Eva Burgos (1960.)

### Knjige i kratke priče
- Amorim (1923.)
- Horizontes y bocacalles (1926.)
- Tráfico (1927.)
- La trampa del pajonal (1928.)
- Del 1 al 6 (1932.)
- La plaza de las carretas (1937.)
- Después del temporal (1953.)

### Poeme
- Veinte años (1920.)
- Visitas al cielo (1929.)
- Poemas uruguayos (1935.)
- Dos poemas (1940.)
- Primero de Mayo (1949.)
- Quiero (1954.)
- Sonetos de amor en verano (1958.)

### Drame
- La segunda sangre (1950.)
- Don Juan 38 (1958.)